# 杜新波
杜新波（1913年—1982年），男，直隶祁县（今河北安国）人，中华人民共和国政治人物，曾任河北省政协副主席，天津市革命委员会副主任，第四届全国政协委员。